# Amphoe Mueang Yang
Amphoe Mueang Yang (Thai: อำเภอ เมืองยาง) ist ein Landkreis (Amphoe – Verwaltungs-Distrikt) im Nordosten der Provinz Nakhon Ratchasima. Die Provinz Nakhon Ratchasima liegt in der Nordostregion von Thailand, dem so genannten Isan.

## Geographie
Amphoe Mueang Yang grenzt an die folgenden Landkreise (von Norden im Uhrzeigersinn): an die Amphoe Ban Mai Chaiyaphot, Phutthaisong und Khu Mueang der Provinz Buriram, sowie an die Amphoe Lam Thamenchai, Chum Phuang und Prathai in der Provinz Nakhon Ratchasima.
Der größte Fluss des Landkreises ist der Mae Nam Mun (Mun-Fluss).

## Geschichte
Aufgrund von Keramik-Funden in Ban Mueang Yang und Ban Krabueang Nok lässt sich feststellen, dass das Gebiet des Landkreises bereits in prähistorischen Zeiten besiedelt war. Es gibt auch einige kleine Ruinen des Khmer-Reiches in Ban Mueang Yang und Ban Nang O.
Mueang Yang wurde am 1. April 1995 zunächst als „Zweigkreis“ (King Amphoe) eingerichtet, indem sein Gebiet vom Amphoe Chum Phuang abgetrennt wurde.
Am 15. Mai 2007 hatte die thailändische Regierung beschlossen, alle 81 King Amphoe in den einfachen Amphoe-Status zu erheben, um die Verwaltung zu vereinheitlichen.
Mit der Veröffentlichung in der Royal Gazette „Issue 124 chapter 46“ vom 24. August 2007 trat dieser Beschluss offiziell in Kraft.

## Verwaltung

### Provinzverwaltung
Der Landkreis Mueang Yang ist in 4 Tambon („Unterbezirke“ oder „Gemeinden“) eingeteilt, die sich weiter in 46 Muban („Dörfer“) unterteilen.
| Nr. | Name           | Thai        | Muban | Einw. |
| --- | -------------- | ----------- | ----- | ----- |
| 1.  | Mueang Yang    | เมืองยาง     | 12    | 8.316 |
| 2.  | Krabueang Nok  | กระเบื้องนอก  | 13    | 7.079 |
| 3.  | Lahan Pla Khao | ละหานปลาค้าว | 12    | 7.461 |
| 4.  | Non Udom       | โนนอุดม      | 09    | 5.258 |

### Lokalverwaltung
Es gibt eine Kommune mit „Kleinstadt“-Status (Thesaban Tambon) im Landkreis:
- Mueang Yang (Thai: เทศบาลตำบลเมืองยาง), bestehend aus dem gesamten Tambon Mueang Yang.

Außerdem gibt es drei „Tambon-Verwaltungsorganisationen“ (องค์การบริหารส่วนตำบล – Tambon Administrative Organizations, TAO):
- Krabueang Nok (Thai: องค์การบริหารส่วนตำบลกระเบื้องนอก)
- Lahan Pla Khao (Thai: องค์การบริหารส่วนตำบลละหานปลาค้าว)
- Non Udom (Thai: องค์การบริหารส่วนตำบลโนนอุดม)